# Frontière entre l'Italie et la Yougoslavie
 (juin 2025).
Si vous disposez d'ouvrages ou d'articles de référence ou si vous connaissez des sites web de qualité traitant du thème abordé ici, merci de compléter l'article en donnant les références utiles à sa vérifiabilité et en les liant à la section « Notes et références ».
La frontière entre l'Italie et la Yougoslavie est apparue avec la création de la Yougoslavie en 1918 et a disparu lors de la disparition de la Yougoslavie.
À quelques ajustements près, elle correspond aux actuelles frontière entre, d'une part, l'Italie et, d'autre part, la Slovénie, la Croatie et le Monténégro.
Le Traité de Paris (1947) et le Protocole d'accord de Londres de 1954 fixent la frontière au niveau de Trieste.
De 1958 à fin 1980, elle constitue l'intégralité de la frontière entre la Communauté économique européenne et la Yougoslavie, puis une partie de celle-ci à partir de 1981 (adhésion de la Grèce à la Communauté économique européenne).
Lors de l'éclatement de la Yougoslavie en 1991-1992, la majeure partie de cette frontière est remplacée par la frontière entre, d'une part, l'Italie et, d'autre part, la Slovénie et la Croatie, deux États nouvellement indépendants. La frontière restante avec ce qui restait de la Yougoslavie correspond alors à l'actuelle frontière entre l'Italie et le Monténégro. La Yougoslavie devient la Serbie-et-Monténégro en 2003, puis le Monténégro devient indépendant en 2006, mettant un terme à cette frontière.